# Simocephalus
Simocephalus is een geslacht van watervlooien uit de familie van de Daphniidae. De naam Simocephalus werd eerder gebruikt voor een geslacht van slangen uit de familie Lamprophiidae.

## Soorten
- Simocephalus exspinosus (De Geer, 1778)
- Simocephalus serrulatus (Koch, 1841)
- Simocephalus vetulus (O.F. Müller, 1776)